# 許路
許路（1481年—？年），字由之，南直隶宿松縣人，山东平山卫（在東昌府聊城县）旗籍。明朝政治人物。

## 生平
治《易經》，行五，由國子生中式甲子科（1504年）山東鄉試第十名舉人，年二十八歲中式正德三年（1508年）戊辰科會試第二百五十二名，第三甲第九十名進士。历官刑部郎中，嘉靖四年（1525年）三月升湖广布政使司右参议，升陕西按察司副使，十一年正月以朝觐考察拾遗，改调简僻。後累升至广西按察司副使，以病致仕归。

## 紀念
聊城县有“八世科第坊”，为成化丁酉许麾、弘治乙卯許堂、正德戊辰许路、嘉靖戊戌許東望、萬曆戊子許觀象、許正學、萬曆丙午許典學所建。

## 家族
曾祖許貴。祖父許宏，贈文林郎。父許麾，通判。母郭氏，封孺人。具庆下，兄許璿，聽選官、玉堂知县；許瓛、堯、寶、景。